# Граф Кларенс
Граф Кларенс (англ. Earl of Clarence) — дворянский титул в системе пэрства Соединённого королевства. Существовали также титулы «герцог Кларенс» (в пэрстве Англии), «герцог Кларенс и Сент-Эндрюс» (в пэрстве Великобритании) и «Герцог Кларенс и Эвондейл» (в пэрстве Соединённого королевства).

## История титула
В средневековой Англии существовал титул «герцог Кларенс», который несколько раз присваивался младшим членам английской королевской семьи. Позже для членов британской королевской семьи создавались также титул «герцог Кларенс и Сент-Эндрюс» (в пэрстве Великобритании).
24 мая 1881 года королева Великобритании Виктория создала для своего младшего сына Леопольда титулы герцога Олбани, графа Кларенса и барона Арклоу в пэрстве Соединённого королевства. Страдавший гемофилией принц умер в марте 1884 году. Его жена в это время ждала ребёнка. В июле она родила сына — Чарльза Эдварда, унаследовавшего отцовские титулы. 
В 1899 году умер сын герцога Альфреда Саксен-Кобург-Готский, старшего брата принца Альберта, деда Чарльза Эдварда. В результате наследником германского герцогства Саксен-Кобург-Гота по старшинству должен был стать Артур, герцог Коннаутский, но он отказался от наследства за себя и сына. В итоге наследником стал Чарльз Эдвард (в Германии его называли Карл Эдуард) и был вынужден перебраться в Кобург. Герцогство он унаследовал в 1900 году, но до совершеннолетия, которое наступило в 1905 году, было установлено регентство. После начала Первой мировой войны Чарльз Эдвард сделал выбор в пользу Германии, из-за чего в Великобритании его объявили предателем. В 1918 году он был вынужден отречься от престола в Саксен-Кобург-Готе, а в 1919 году в Англии его лишили всех титулов, в том числе и титула графа Кларенса, который больше не восстанавливался. Чарльз Эдуард продолжал жить в Германии, где и умер в 1954 году.
В 1890—1892 годах существовал также титул «герцог Кларенс и Эвондейл» (в пэрство Соединённого королевства).

## Графы Кларенс (1881)
- 1881—1884: Принц Леопольд (7 апреля 1853 — 28 марта 1884), 1-й герцог Олбани, 1-й граф Кларенс и 1-й барон Арклоу с 1881 года, младший сын королевы Великобритании Виктории и Альберта Саксен-Кобург-Готского[3].
- 1884—1919: Чарльз Эдвард (Карл Эдуард) (19 июля 1884 — 6 марта 1954), 2-й герцог Олбани, 2-й граф Кларенс и 2-й барон Арклоу в 1881—1919 годах, герцог Саксен-Кобург-Готский в 1900—1918, единственный сын Леопольда и Елены Вальдек-Пирмонтской[4].